# Comisión Experta
La Comisión Experta fue uno de los tres órganos creados para desarrollar el proceso constituyente en Chile de 2023. Su objetivo era proponer al Consejo Constitucional un anteproyecto de propuesta de nueva Constitución Política de la República de Chile.

## Composición
Los integrantes de la Comisión Experta designados por el Congreso Nacional fueron 24: la mitad de ellos fue designados por la Cámara de Diputadas y Diputados y la otra mitad por el Senado, siendo aprobados en sus respectivas cámaras por cuatro séptimos de los miembros en ejercicio.
La lista de doce integrantes de la Comisión Experta designados por la Cámara de Diputadas y Diputados fue aprobada el 24 de enero de 2023 y está compuesta por las siguientes personas:
| - Juan José Ossa (RN) - Catalina Salem (Ind-RN) - Máximo Pavez (UDI) - Natalia González (Ind-UDI) | - Carlos Frontaura (Ind-PRCh) - Paz Anastasiadis (PDC) - Marcela Peredo (Ind) - Flavio Quezada (PS) | - Domingo Lovera (RD) - Antonia Rivas (CS) - Alexis Cortés (PCCh) - Verónica Undurraga (Ind-PPD) |

Los 12 comisionados propuestos por el Senado fueron los siguientes:
| - Hernán Larraín (UDI) - Bettina Horst (Ind-UDI) - Teodoro Ribera (RN) - Jaime Arancibia (RN) | - Katherine Martorell (RN) - Sebastián Soto (Ind-Evópoli) - Gabriel Osorio (PS) - Catalina Lagos (PS) | - Francisco Soto (Ind-PPD) - Leslie Sánchez (PL) - Alejandra Krauss (PDC) - Magaly Fuenzalida (Ind-FREVS) |

## Funciones
Su rol era elaborar un anteproyecto de propuesta de nueva Constitución Política de la República, que posteriormente será discutido por los 50 miembros del Consejo Constitucional, los cuales comenzaron a sesionar el 7 de junio. Una vez instalado el Consejo Constitucional en junio, los comisionados se integraron a dicho órgano y pudiendo asistir a las sesiones y a las distintas comisiones, y también teniendo derecho a voz pero no a voto.
Para el trabajo de redacción del anteproyecto constitucional, la Comisión Experta se subdividió en cuatro subcomisiones, cada una de ellas compuesta por seis comisionados:
|             | Sistema Político, Reforma constitucional y Forma de Estado                  | Función Jurisdiccional y Órganos Autónomos                                        | Principios, Derechos Civiles y Políticos                                            | Derechos Económicos, Sociales, Culturales y Ambientales                   |
| ----------- | --------------------------------------------------------------------------- | --------------------------------------------------------------------------------- | ----------------------------------------------------------------------------------- | ------------------------------------------------------------------------- |
| Presidente  | Juan José Ossa                                                              | Catalina Salem                                                                    | Máximo Pavez                                                                        | Alejandra Krauss                                                          |
| Integrantes | Natalia González Antonia Rivas Sebastián Soto Gabriel Osorio Francisco Soto | Leslie Sánchez Katherine Martorell Paz Anastasiadis Domingo Lovera Hernán Larraín | Verónica Undurraga Marcela Peredo Magaly Fuenzalida Catalina Lagos Carlos Frontaura | Bettina Horst Teodoro Ribera Alexis Cortés Jaime Arancibia Flavio Quezada |

Cada subcomisión podía sesionar con la asistencia de la mayoría absoluta de sus integrantes, y los acuerdos serían adoptados mediante un cuórum de tres quintos de sus miembros. A su vez, el pleno de la Comisión Experta no podría sesionar sin la asistencia de una tercera parte de sus integrantes, y las normas que formen parte del anteproyecto también debieron ser aprobadas por un cuórum de tres quintos.

## Desarrollo
La Comisión Experta se instaló en el Palacio del ex Congreso Nacional de Chile el 6 de marzo de 2023, siendo encabezada dicha sesión inaugural por Hernán Larraín al ser el integrante de mayor edad. Luego de ser incorporados los 24 miembros de la Comisión, se procedió a la elección de la mesa directiva, la cual se compone por un presidente y un vicepresidente; para elegir a la mesa directiva, según el reglamento, se debía realizar una votación, en la cual la persona que haya obtenido la mayoría de los votos sería elegido presidente, y sería elegido vicepresidente quien obtuviese la segunda mayoría, sin embargo, los comisionados hicieron uso del inciso segundo del artículo 3 del reglamento, en el que por la unanimidad de los comisionados, se suspendió la aplicación de una disposición reglamentaria sobre un asunto concreto —en este caso, el de la elección de la mesa directiva— ya que, previo al inicio de la sesión, los 24 miembros de la comisión alcanzaron un acuerdo administrativo, en el que se estableció que Verónica Undurraga y Sebastián Soto asumirían la presidencia y vicepresidencia, respectivamente. Además, en este mismo acuerdo se detalló quiénes presidirían las cuatro subcomisiones y sus respectivos integrantes.
Las sesiones plenarias de la Comisión Experta se realizaron en el antiguo hemiciclo del Senado en el palacio del ex Congreso Nacional de Chile en Santiago.
El 30 de mayo de 2023, la Comisión Experta concluyó el proceso de enmiendas y redacción de los 14 capítulos de los que consta el anteproyecto que será entregado al Consejo Constitucional. El 5 de junio se realizaron los discursos finales de la etapa de redacción del anteproyecto por parte de cada uno de los comisionados y fue presentado el texto definitivo del anteproyecto constitucional.